# نيكولاي نيكولوف
نيكولاي نيكولوف (بالبلغارية: Николай Николов)‏ هو لاعب كرة قدم بلغاري في مركز قلب الدفاع، ولد في 26 يناير 1981 في صوفيا في بلغاريا. لعب مع بيرين جوتشي ديلتشيف وسبتمفري صوفيا وليفسكي صوفيا ونادي بانانتس ونادي لوكوموتيف صوفيا.

## وصلات خارجية
- نيكولاي نيكولوف على موقع قاعدة بيانات كرة القدم.إي يو (الإنجليزية)
- نيكولاي نيكولوف على موقع Soccerway.com (الإنجليزية)
- نيكولاي نيكولوف على موقع عالم كرة القدم.نت (الإنجليزية)